# Alexis-Joseph Mazerolle
Alexis-Joseph Mazerolle (Parigi, 29 giugno 1826 – Parigi, 29 maggio 1889) è stato un pittore francese, grande decoratore d'interni di scuola accademica.

## Biografia

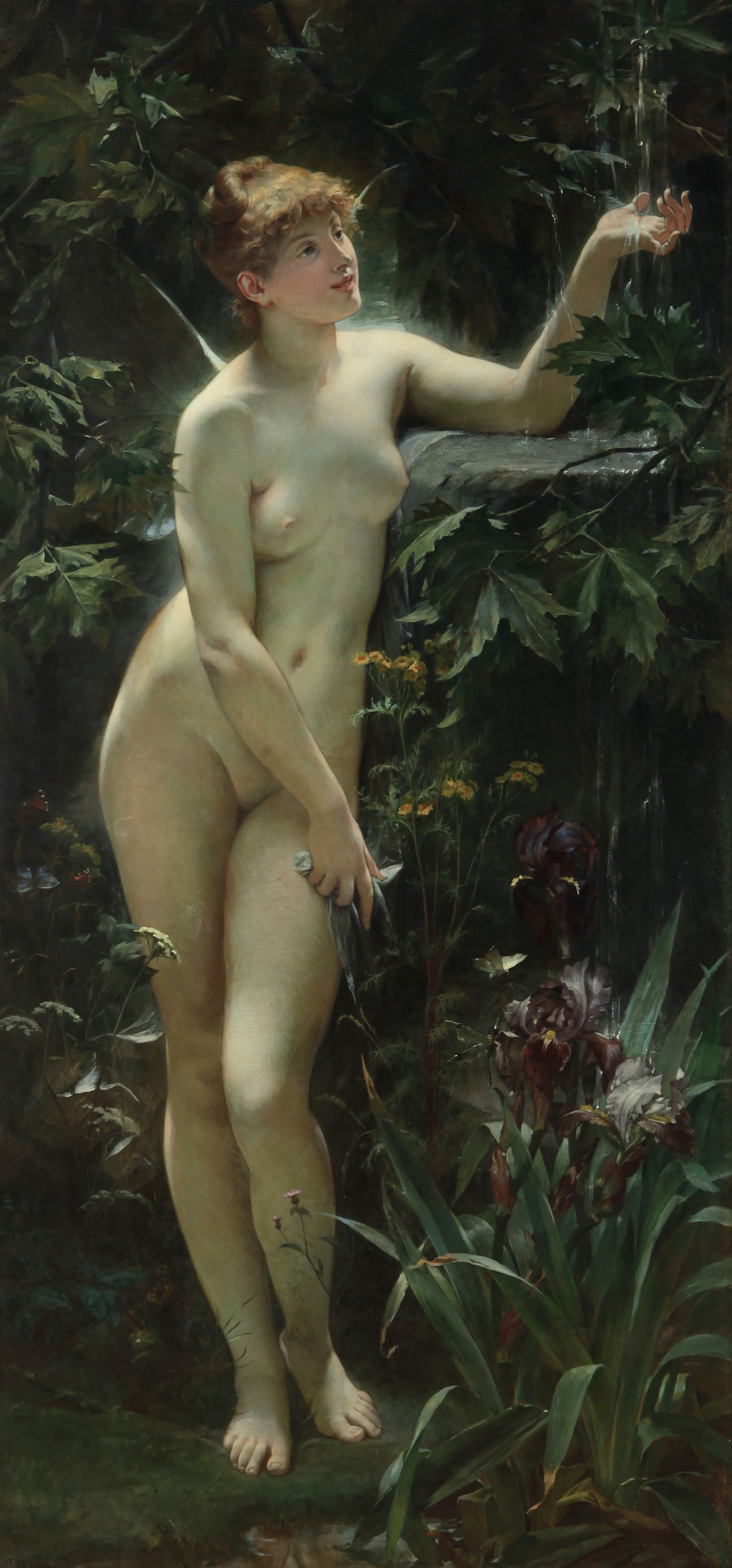
Psiche alla fonte

Alexis-Joseph Mazerolle fu un artista accademico assai noto ai suoi tempi. Suo padre, originario di Blénod-lès-Pont-à-Mousson, era un ebanista e sua madre, Marie-Madeleine Vitry, faceva la lavandaia. Alexis era il loro terzo figlio.  Ben presto il maestro di scuola notò quanto Alexis fosse dotato nel disegno, e gli procurò una borsa di studio affinché intraprendesse la strada dell'arte. Alexis seguì dapprima un breve apprendistato in ebanisteria, poi nel settembre del 1843, sostenne la prova di ammissione all'École des beaux-arts, e la superò. Studiò quindi nell'atelier di Pierre Dupuis (1833-1915), per poi passare in quello di Charles Gleyre. Durante gli anni della Scuola d'arte fece amicizia con Charles Perrin, futuro amministratore della Comédie-Française.
Terminati gli studi, il giovane Mazerolle iniziò la sua carriera ed esordì nel 1847 esponendo al "Salon di pittura e scultura" il quadro "La vieille et les deux servantes en 1789". Da quella prima volta egli inviò al Salon i suoi lavori quasi ogni anno e ciò gli valse numerosi riconoscimenti. Le sue prime tele rappresentavano soprattutto episodi storici relativi al periodo del basso impero romano, ma in seguito Mazerolle preferì dedicarsi a composizioni allegoriche e mitologiche. 
Nell'aprile del 1861 Mazerolle sposò Aglaë Hourdou, figlia di un impiegato di banca, dalla quale ebbe due figli, Louis e Fernand.
Il matrimonio gli portò fortuna, poiché proprio in quei giorni la cantante lirica Rosine Stoltz gli commissionò la decorazione completa della sua villa a Le Vésinet. Di conseguenza numerose personalità del Secondo impero nonché della Terza repubblica divennero sue clienti.
Negli anni dal 1865 al 1870 Mazerolle portò a compimento diverse decorazioni per sale di spettacolo: il teatro di Vaudeville di Parigi (oggi demolito), il Teatro di Angers, quello di Baden Baden in Germania, il Conservatorio di musica di Parigi, e infine, nel 1879, il soffitto della Comédie-Française che riscosse l'ammirazione dei suoi contemporanei.

Nel 1868 lavorò anche per l'Opéra Garnier a Parigi, per la quale dipinse i cartoni di otto grandi arazzi che la Manifattura dei Gobelins avrebbe realizzato. Ideò anche altri cartoni per i Gobelins e per la "Tapisserie d'Aubussondont", che ne ricavò l'arazzo "La Filleule des fées," offerto dalla Francia allo Zar di Russia e che è oggi conservato a San Pietroburgo nel Museo de L'Hermitage.
Dal 1870 in poi la committenza aumentò, e da pubblica divenne privata. Mazerolle lavorò alle decorazioni di oltre venti palazzi privati di Parigi e numerosi locali di pubblica frequentazione, come il Café Ledoyen sugli Champs Élysées o l'Hotel Intercontinental, tuttora visibili. E ancora fregi, pannelli decorativi e sovrapporte, richiestigli dal principe Sturdza, dal conte Masewski, dalla marchesa Landolfo-Carcano e da molte altre personalità che in quegli anni costituivano l'élite del bel mondo parigino. La sua fama varcò le frontiere, tanto che lavorò a Napoli (presso il Palazzo Du Mesnil) e a New York. Nel 1879 fu infine promosso Ufficiale della Legion d'onore.
Ma nel 1889 l'asma di cui soffriva da tempo andò peggiorando e gli attacchi si fecero frequenti e acuti. Alexis Mazerolle morì nella sua Parigi all'età di 63 anni.

Mazerolle ebbe alcuni allievi, fra cui Guillaume Dubufe e Paul Mathey.

## Opere

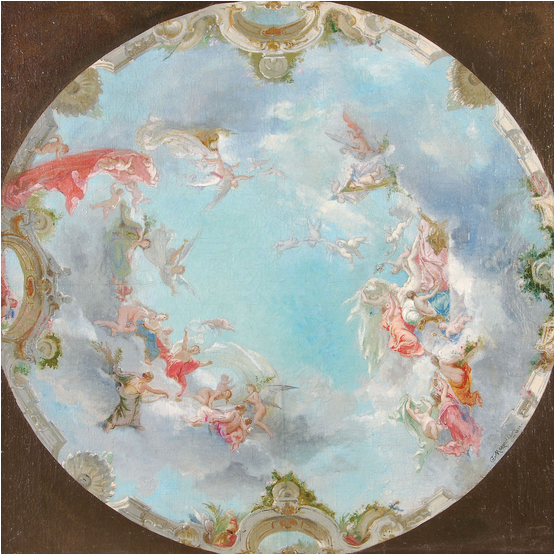
Allegoria

Elenco parziale delle opere conservate in collezioni pubbliche.
- Petit Palais, Parigi, "Le triomphe de Bacchus".
- Biblioteca-museo della Comédie-Française, Parigi, "La France couronnant Molière, Corneille et Racine", bozzetto per il soffitto.
- Opéra Garnier, Parigi, "Le Café", "Le Thé", "La Pêche", "La Pâtisserie", "Les Glaces", "Le Vin", "Les Fruits", "La Chasse" (1873-1875), arazzi per la rotonda del "Glacier".
- Conservatorio di musica di Parigi, decorazioni di scena.
- Borsa di Parigi, cupola.
- Gran Teatro di Angers, soffitto del "foyer".
- Palazzo delle Belle arti di Lilla, "Néron et Locuste essayant des poisons sur un esclave".
- Museo dipartimentale dell'Oise, Beauvais, cartoni per arazzi: "Le Vin", "Le Thé", "Les Fruits", "Le Sommeil d'Holophène", "Adam et Ève", e affresco biblico per la villa Stoltz a Le Vésinet.
- La Piscine, Museo dell'arte e dell'industria, Roubaix, "Éponine suppliant Vespasien".
- Museo Antoine-Vivenel, Compiègne, "Kiki Charlotte".
- Museo di Belle arti di Rouen, "L'Opium".
- Museo di Belle arti di Strasburgo, ritratto dei suoi figli "Louis et Fernand".
- Museo Condé di Chantilly, quattro pannelli decorativi, "Vases de fleurs".
- Museo di Angoulême.
- Teatro di Baden Baden, decori per la cupola della sala.
- Ermitage, San Pietroburgo, arazzo "La filleule des fées".
- Mildred Lane Kemper Art Museum, Saint Louis, "Les Agapes".
- Museo nazionale di Belle arti di Buenos Aires, "Psyché à la source".

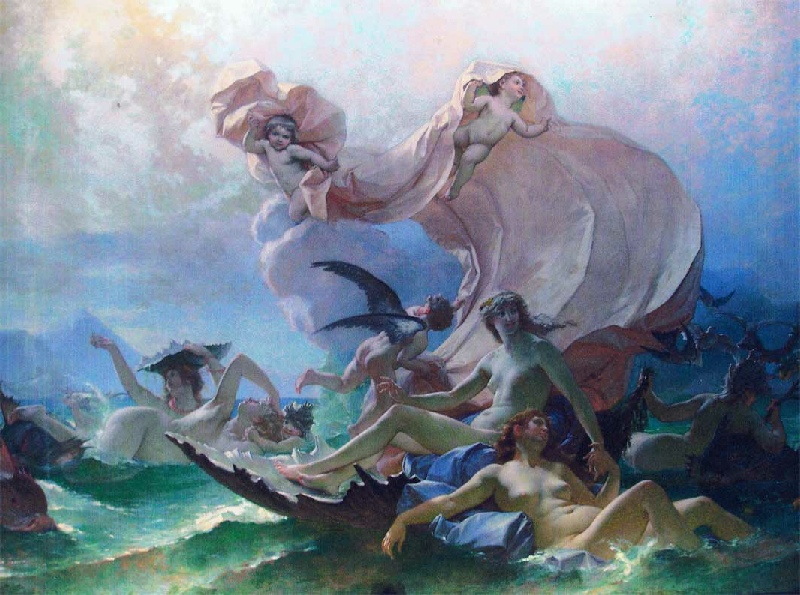
Venere marina